# 村井理沙子
村井理沙子（1991年3月29日—）是日本的女性聲優，茨城縣出身。隸屬於Production Ace。

## 人物
2010年4月為知多半島當地角色知多娘。的常滑世良配音（2012年11月畢業），出道作為2011年電視動畫《R-15》的倉部勝代。

## 演出作品
※粗體字為主要角色。

### 電視動畫
2011年
- R-15（倉部勝代）

2012年
- 蝦掰天文社 公立海老川高中天悶社（廣松理圭[3]）※網路先行配信

2013年
- 學生會的一存 Lv.2（女子2[4]）※2012年網路先行配信
- 約會大作戰（山吹亞衣）

2014年
- 約會大作戰II（山吹亞衣）

2015年
- 櫻子小姐的腳下埋著屍體（學生、女、孫女、女學生、巫女）

2016年
- 魔裝學園H×H（女學生、作業員）
- 我太受歡迎了，該怎麼辦？（女子）

2019年
- 約會大作戰III（山吹亞衣）

2020年
- 前說！（中間初〈朝生祇那由多的姐姐〉[5]）

2021年
- 女神宿舍的管理員。（戰咲基麗耶）

### 遊戲
2011年
- R-15 Portable（倉部勝代）

2013年
- 約會大作戰 烏托邦凜彌（山吹亞衣[6]）

2014年
- 約會大作戰 或守植入（山吹亞衣[7]）
- NAtURAL DOCtRINE（安卡[8]）

2015年
- 約會大作戰 Twin Edition 凜緒輪迴（山吹亞衣[9]）
- 魔法少女（暫）（渡良瀨賴子[10]）
- Maiden Craft（渡良瀨賴子）

2020年
- 約會大作戰 反烏托邦蓮（山吹亞衣[11]）

### 網路節目
- Ani★Yume♡R-15（2011年，NICONICO直播[12]）
- 目標是聲優偶像！月宮＆理沙理沙的登龍悶廣播略稱「蝦掰廣播」（2012年－2013年，NICONICO動畫）
- 週刊Dospara TV（2016年－，NICONICO直播「Dospara頻道」助理主持[13]）
- 世界的委員長（2016年 - 2017年、YouTube[14]。
- 理想女子討論會（2017年，生Tele）[15]
- Dospara TV 村井理沙子的PC電玩道（2017年－，NICONICO直播、YouTube）[16]
- 村井理沙子的『HIT』（暫）（2017年，YouTube、Periscope）[17]

### 舞台
- Ani★Yume♡R-15 東京、惠比壽 AMG會館定期公演（固定演出：2011年4月30日- ）[18]
- 集團NO PLAN朗読舞台「MAZE☆爆裂Saber&40」（2018年7月6日〜7日：座·高圓寺2）
- ZWEI～Reincarnation～（2018年10月6日〜7日：武藏野藝能劇場）
- 一軒第二回公演「lucK girL blooD tuesdaY」（2019年4月19日〜21日：阿佐谷Arche）

### 其他
- 彈珠機 外星人進化（2017年，音羽織姬[19]）

## 音樂CD

### 角色歌
| 發售日   | 商品名稱                                                                           | 演唱名義                                                                                    | 歌曲                      | 備註                                              |
| 2011年   | 2011年                                                                             | 2011年                                                                                      | 2011年                    | 2011年                                            |
| -------- | ---------------------------------------------------------------------------------- | ------------------------------------------------------------------------------------------- | ------------------------- | ------------------------------------------------- |
| 7月27日  | [ 20 ]                                                                             | R-15♡［合田彩、村上圓、福原由莉奈、柏山奈奈美、積田加代子、小松真奈、村井理沙子、月宮美鳥］ | 「」                      | 電視動畫《R-15》片頭曲                            |
| 7月27日  | HIRAMEKI！(≧▽≦)v                                                                   | R-15♡［合田彩、村上圓、福原由莉奈、柏山奈奈美、積田加代子、小松真奈、村井理沙子、月宮美鳥］ | 「HIRAMEKI！(≧▽≦)v」      | 電視動畫《R-15》片尾曲                            |
| 2012年   |                                                                                    |                                                                                             |                           |                                                   |
| 11月9日  |                                                                                    | 星之少女tai☆（野水伊織、西明日香、村井理沙子、月宮美鳥）                                    | ja\|星の少女}tai☆Mix〜」  | 電視動畫《蝦掰天文社 公立海老川高中天悶社》片頭曲 |
| 12月7日  | 蝦掰天文社 公立海老川高中天悶社 Character Song Album THE Respect EB10 Vol.1        | 廣松理圭（村井理沙子）＆伊勢田結花（月宮美鳥）                                              | 「」                      | 電視動畫《蝦掰天文社 公立海老川高中天悶社》角色歌 |
| 12月21日 | 蝦掰天文社 公立海老川高中天悶社 Character Song Album THE Respect EB10 EB10 Vol.2   | 戶田山響子（阿澄佳奈） feat. 星之少女tai☆（野水伊織、西明日香、村井理沙子、月宮美鳥）       | 「〜KYOKO IRO mix〜」     | 電視動畫《蝦掰天文社 公立海老川高中天悶社》角色歌 |
| 12月21日 | 蝦掰天文社 公立海老川高中天悶社 Character Song Album THE Respect EB10 EB10 Vol.2   | 月宮美鳥、村井理沙子                                                                        | 「Nebula」                | 電視動畫《蝦掰天文社 公立海老川高中天悶社》角色歌 |
| 12月21日 | 蝦掰天文社 公立海老川高中天悶社 Character Song Album THE Respect EB10 EB10 Vol.2   | 廣松理圭（村井理沙子）                                                                      | 「〜HIROMATSU mix〜」     | 電視動畫《蝦掰天文社 公立海老川高中天悶社》角色歌 |
| 12月28日 | 蝦掰天文社 公立海老川高中天悶社 Blu-ray版&DVD限定版 第2卷封入特典卡啦OK大會CD其之2 | 廣松理圭（村井理沙子）＆伊勢田結花（月宮美鳥）                                              | 「」                      |                                                   |
| 2013年   |                                                                                    |                                                                                             |                           |                                                   |
| 1月25日  | 蝦掰天文社 公立海老川高中天悶社 Blu-ray版&DVD限定版 第3卷封入特典卡啦OK大會CD其之3 | 廣松理圭（村井理沙子）＆伊勢田結花（月宮美鳥）                                              | 「」                      | 電視動畫《蝦掰天文社 公立海老川高中天悶社》角色歌 |
| 6月5日   | 電視動畫「約會大作戰」音樂選輯 DATE A MUSIC FIRST HALF                             | 莉莉子（積田加代子）、幼馴染（村井理沙子）、前輩（月宮美鳥）                                | 「Hatsukoi Winding Road」 | 電視動畫《約會大作戰》第1話片尾曲                 |

## 外部連結
- 事務所官方簡歷 （页面存档备份，存于）（日語）
- 村井理沙子的X（前Twitter）（日語）